# アフリカ証券取引所協会
アフリカ証券取引所協会（African Securities Exchanges Association, ASEA）は1993年11月13日にケニアで設立された団体。ASEAは加盟証券取引所同士の協力体制を敷くのと同時に経験の浅い証券取引所に対して情報の提供、支援をしている。
アフリカには38カ国に29の証券取引所があり、そのうち23の証券取引所が加盟している。

## 加盟証券取引所
- カーボベルデ証券取引所 - カーボベルデ プライア
- モザンビーク証券取引所 - モザンビーク マプト
- ボツワナ証券取引所 - ボツワナ ハボローネ
- 西アフリカ証券取引所 - コートジボワール アビジャン
- チュニス証券取引所 - チュニジア チュニス
- カサブランカ証券取引所 - モロッコ カサブランカ
- エジプト証券取引所 - エジプト カイロ
- ダルエスサラーム証券取引所 - タンザニア ダルエスサラーム
- ドゥアラ証券取引所 - カメルーン ドゥアラ
- ガーナ証券取引所 - ガーナ アクラ
- JSE - 南アフリカ共和国 ヨハネスブルグ
- ハルツーム証券取引所 - スーダン ハルツーム
- リビア証券取引所 - リビア トリポリ
- ルサカ証券取引所 - ザンビア ルサカ
- マラウイ証券取引所 - マラウイ ブランタイヤ
- ナイロビ証券取引所 - ケニア ナイロビ
- ナミビア証券取引所 - ナミビア ウィントフック
- ナイジェリア証券取引所 - ナイジェリア ラゴス
- ルワンダ証券取引所 - ルワンダ キガリ
- モーリシャス証券取引所 - モーリシャス ポートルイス
- シエラレオネ証券取引所 - シエラレオネ
- ウガンダ証券取引所 - ウガンダ カンパラ
- ジンバブエ証券取引所 - ジンバブエ ハラレ